# Ferruccio Biagini
Ferruccio Biagini (Pistoia, 15 febbraio 1925 – Pistoia, 30 marzo 2014) è stato un politico, partigiano e sindacalista italiano.

## Biografia
Partecipa dopo l'Armistizio alla Resistenza attivamente nella sua provincia. Iscritto al Partito Comunista, ricopre il ruolo di consigliere comunale dal 1965 al 1970. Dirigente sindacale della CGIL è alla guida del patronato INCA.
Viene eletto alla Camera dei deputati nella IV e V legislatura, restando in carica dal 1963 al 1972.